# Arndt von Bohlen und Halbach
Arndt von Bohlen und Halbach, född 1938 i Berlin, död 1986 i München, var en tysk arvtagare och ende son till Alfried Krupp von Bohlen und Halbach.
Han fanns under flera år vid sin fars sida men kom aldrig att ta över Kruppkoncernen vid dennes bortgång. 1966 beslutade fadern istället att tillskapa en stiftelse för ägandet av koncernen, medan Arndt fick ekonomisk ersättning från företaget för att han valde att avstå sin arvsrätt när fadern påföljande år avled.
Han var gift men barnlös.